# Papiloa Foliaki
Papiloa Foliaki là một cựu chính trị gia người Tonga.
Ban đầu, bà làm y tá, đứng đầu một hiệp hội y tá và "lãnh đạo cuộc tấn công đầu tiên của Tonga". Sau đó, bà đi vào kinh doanh, với tư cách là chủ sở hữu và điều hành của khách sạn Friendly Islander. Năm 1978, bà được bầu làm Đại diện Nhân dân tại Hội đồng Lập pháp Tonga - người phụ nữ thứ hai (và thường dân đầu tiên) ngồi trong Quốc hội Tongan, sau Công chúa Si'uilikutapu (1975 Nott78). Foliaki phục vụ cho đến năm 1981.